# Château de la Condemine
Le château de la Condemine est un édifice situé à Buxières-les-Mines, en France.

## Localisation
Le château est situé sur le territoire de la commune de Buxières-les-Mines, dans le département de l'Allier, en  région Auvergne-Rhône-Alpes.

## Description
L'entrée du château s'effectuait par la basse-cour qui aboutissait au pont-levis, devant la première tour de défense. Une salle de défense occupe le rez-de-chaussée, s'ouvrant sur le pont-levis par un arc en tiers point. L'aile gauche conserve une pièce qui devait être la grande salle, avec ses bancs de pierre dans l'épaisseur des murs. La chapelle occupait l'aile droite.

## Historique
Autrefois, le château était le siège de la justice ducale, puis de la justice royale.
L'édifice est inscrit au titre des monuments historiques en 1928.